# Cratere Fingal
Fingal è un cratere sulla superficie di 243 Ida.